# Венец веры
Венец веры — богословское произведение Симеона Полоцкого, написанное в 1670 году.

## История
Труд Симеона Полоцкого «Венец веры» был завершен 9 июня 1670 года. В марте 1671 года к нему был приложен пространный катехизис "Кнiга краткихъ вопросовъ и ответов катехистїческих". Позднее оба сочинения уже переписывались вместе.
Симеон Полоцкий создает «Венец веры» на основе одного из пособий для пастырей бельгийца Жака Маршана (Hortus pastorum Sacrae Doctrinae floribus polymitus, exemplis selectis adornatus, 1626). Оно состоит из трёх книг, в которых анализируется Апостольский Символ веры, «Отче наш» и «Ангельское приветствие».
По мнению И. А. Татарского, "происхождение некоторых богословских сочинений [Симеона Полоцкого] прямо объясняется учительскою деятельностию его в царской семье. «Краткий катехизис, приложенный к „Венцу веры кафолическия“, очевидно, служил учебным руководством в богословии для младшего возраста царевичей, точно так же, как самый „Венец веры“ для возраста старшего». В 1667 г. Симеон был назначен наставником наследника престола царевича Алексея Алексеевича. Исследователи же предполагают, что именно для Петра Первого книжник мог подготовить отредактированную версию катехизиса 1679 г.
Известно, что «Венец веры» был запрещён на Московском соборе как рукопись, содержащая латинские заблуждения. Кроме того, патриарх Иоаким в своём «Слове поучительном» ставил Симеону Полоцкому в вину то, что он вкраплял в повествование еретические учения: «…Сплетенъ… изъ тернiя на западе прозябшаго новшества, отъ вымышленiй Скотовыхъ, Аквиновыхъ, Анзелмовыхъ, и темъ подобныхъ еретическихъ блядословiй».

## Содержание
Всего в «Венце веры» 17 глав:
1. Откуда именуются христиане
2. О вере
3. О ереси
4. О символе
5. О толковании символа апостольского
6. О потребе воплощения Бога слова
7. О втором составе в нём же
8. О третьем составе в нём же
9. О четвёртом составе в нём же
10. О пятом составе в нём же
11. О шестом составе в нём же
12. О седьмом составе в нём же
13. О восьмом составе в нём же
14. О девятом составе в нём же
15. О десятом составе в нём же
16. Об одиннадцатом составе в нём же
17. О двенадцатом составе в нём же

## Текстология
Первым известным автографом является текст 1670—1671 гг.:
- Венец веры кафолической и Катехизис, сочинения Симеона Полоцкого, в лист, полууставом, 247 л.. (Син. 252)[4] 
Список содержит пометки, поправки и прибавки людей, просматривавших его, в числе которых как сам Симеон Полоцкий, так и Сильвестр Медведев. Так, например, на 107 странице Сильвестр исправляет Полоцкого, замечая, что пророк Иезекииль разделил свои власы на 4 части (Как читается по латинскому переводу), а не на 3, как это изначально было написано в тексте Симеона Полоцкого. 
На листе 6 имеется вставка: «изображен круг, усеянный звездами. В середине круга треугольник, на углах которого в кружках вписаны слова: в одном — отец, в другом — сын, в третьем — святой дух, четвёртый кружок в середине содержит в себе слово Бог. В линиях треугольника, соединяющих три первых кружка, повторяется слово „не есть“, и получается: Отец — не есть — Сын — не есть — Святой дух, и обратно. В линиях же, соединяющих три первых кружочка с центральным, написано: есть, и читается: Отец, Сын и Святой дух — есть — Бог. Весь этот круг обведен гирляндой из цветов, у которой на всех четырёх сторонах изображены херувимы»[4].

Далее хронологически идет список, набело переписанный рукой Сильвестра Медведева:
- Венец веры кафолической, в четверть листа, скоропись, 326 л., XVII в. (Син. 253)[4] 
Список содержит в себе только первую часть «Венца веры». Он снят с предыдущей рукописи, и притом до того, как Полоцкий внес окончательные правки. Так, например, на листе 145 было написано о смерти и погребении евангелиста Иоана так же, как и в предыдущей рукописи, но потом этот фрагмент текста был зачеркнут и исправлен Сильвестром Медведевым так, как исправил сам Полоцкий впоследствии. Также в начале этого списка между 6 и 9 листами или, по разметке страниц самим переписчиком, между 16 и 33 страницами недостает одной (второй) тетради. Ещё одной особенностью является помещение 4 главы (причем не с начала) сразу после оглавления[4].

Далее следует более поздняя рукопись:
- Венец веры кафолической и Катехизис Симеона Полоцкого, в лист, полууставом, XVII в. 449 и 243 страниц по прежней разметке. (Син. 254)[4] 
Заглавие рукописи расположено среди извилистой каймы, расписанной золотом. Перед началом книги, сходно с помещенным в Син. 252, изображен круг, и в нём треугольник с подписями. Список содержит обе части, и первая может быть списана с предыдущего текста[4].

Последняя известная рукописная копия XVII века:
- Венец веры кафолической и Катехизис Симеона Полоцкого, в лист, малороссийским почерком, 243 л. XVII в. (Син. 255)[4] 
На переплетенной доске подписано рукой святителя: «Ростовскаго архиереа Димитриа». Список содержит обе части с частыми ошибками и пропусками, которые восполняются в приклеенных к листам бумажках. В двух местах сделаны приписки самим святителем Димитрием. В конце рукописи корректором святителя приписано оглавление второй части, которое было пропущено[4].

Незначительное число известных копий «Венца веры» позволяет предположить, что произведение не получило широкого распространения, что обусловлено учительской деятельность Симеона Полоцкого в царской семье. Татарский И. А. предположил, что происхождение некоторых богословских сочинений Симеона Полоцкого объясняется его учительской деятельностью в царской семье.
Хотя на московском соборе 1690 г. сочинения Симеона Полоцкого были запрещены как содержащие латинские заблуждения, однако известно ещё 3 списка этой рукописи, датируемые позднее этого года:
- «Венец веры», фонд 301 (ЦАМ КДА), № 849 Л.[6]

Рукопись датируется концом 90-х гг. XVII в. Кодекс форматом в 2° (301×198), 405 листов, написан украинской скорописью, разными почерками.
- «Венец веры», фонд 312 (Соф.), № 533 П.[8]

Датируется концом XVII — началом XVIII в. (не позднее 1707 г.). Кодекс форматом в 2° (300×192), 322 листов, написан полууставом, несколькими почерками.
- «Венец веры», фонд 306 (КПЛ.), № 133 П.[9]

В описи Киево-Печерской лавры указано, что это рукопись «Венец веры» Симеона Полоцкого, 1670 г., но переписана уже в 1730 г. «диаконом Клавдием». Кодекс форматом в 2° (321×196), 131 листов, написан скорописью, несколькими почерками.

## Восприятие
Исследователями катехизис «Венец веры кафолическия» воспринят неоднозначно. Среди современников его подвергает критике Евфимий Чудовский, в сочинении «Сѵмвол латiннïков ново явивыйся зовемый апостолскïй: восточней же святей кафолечестей Православной Церкви чуждïй и неведомый» фокусируясь на прямых заимствованиях враждебных в XVII веке идей из текстов католических авторов, а также подвергая сомнению космологическую концепцию в «Венце веры». Помимо этого, для Евфимия Чудовского математические вычисления размеров Земли и Неба являются невозможными для человеческого понимания. Такое мнение объясняет О. В. Чадаева. Выделяя первую причину, она пишет: «необходимо принять во внимание неизбежную ассоциацию космологии и астрологии — области знания, вызывающей вполне объяснимое недоверие со стороны Церкви и религиозных мыслителей», а вторая заключается в том, что идея математического описания космоса в восточном христианстве воспринималась настороженно, «традиционалистское отношение к науке и познанию, привязывающее любое интеллектуальное действие к тексту (в первую очередь, к тексту Священного Писания) качественно отличается от западного, пусть и схоластического, переосмыслившего и переработавшего учение Аристотеля и давшего тем самым толчок к дальнейшему продвижению изучения Вселенной». Подобный кросс-культурный диалог Симеона Полоцкого с представителями католических догм воспринимается враждебно и Н. И. Костомаровым уже в 1874 году:
«Следуя за апостольским символом, когда пришлось говорить о Творце и творении, Симеон Полоцкий изложил своеобразную и уродливую систему космографии, показывающую его знакомство с западными астрологическими бреднями: результаты современных ему научных исследований мало до него прикасались».
Корзо М. А. находит удивительным обращение Симеона Полоцкого к астрологическим практикам в богословском сочинении вопреки осуждению этой концепции его предшественником Максимом Греком.